# ニキータ・コルズン
ニキータ・イバノビッチ・コルズン (ベラルーシ語:Мікіта Іванавіч Корзун , ウクライナ語:Микита Іванович Корзун、1995年3月6日 -) は、ベラルーシ・ミンスク出身のサッカー選手である。ベラルーシ代表。FCシャフティオール・ソリゴルスク所属。ポジションはミッドフィールダー。

## 経歴
ベラルーシのFCディナモ・ミンスクでキャリアをスタートさせる。
その後、2016年2月1日にウクライナのFCディナモ・キーウと5年間の契約を結んだ。 

## タイトル

### クラブ
FCディナモ・キエフ
- ウクライナ・スーパーカップ ： 2016
- ウクライナ・プレミアリーグ ： 2015-16

FCシャフティオール・ソリゴルスク
- ベラルーシ・プレミアリーグ : 2020, 2021, 2022